# Quarenta Mártires do Brasil
Os Quarenta Mártires do Brasil também conhecido como Mártires de Tazacorte compõem um grupo de 40 jovens da Companhia de Jesus (entre 20 e 30 anos), 32 portugueses e 8 espanhóis, destinados às missões no Brasil em 1570. Eram no total 2 sacerdotes, 1 diácono, 14 irmãos e 23 estudantes, liderados por Inácio de Azevedo. Durante a viagem, sua nau foi interceptada nas Ilhas Canárias por navios de huguenotes, calvinistas franceses. Ao saberem que os tripulantes eram missionários católicos, atiraram-nos ao mar a 15 de Julho de 1570. Foram beatificados a 11 de Maio de 1854 pelo Papa Pio IX. A festa litúrgica destes mártires católicos é celebrada no dia 17 de Julho.

## O momento do martírio
Antes da sua partida em missão para o Brasil, os sacerdotes, irmãos e estudantes reuniram-se na Quinta de Vale do Rosal, situada na Charneca de Caparica, concelho de Almada, Portugal, e foi aí que se preparam espiritualmente, durante cinco meses, para a missão de evangelização desse tão grande território que era o território brasileiro, todos quantos tinham aderido ao projecto do padre Dom Inácio de Azevedo de Ataíde. 
Nessa propriedade os jovens jesuítas subiam frequentemente para rezar junto a um cruzeiro de madeira onde cerca de 1659 é levantado por iniciativa do Padre Procurador-Geral do Brasil um cruzeiro de pedra numa brenha da Quinta de Vale de Rosal em memória dos "40 Mártires do Brasil".
No dia da sua partida, seguiram na expedição um total de 86 pessoas: 70 eram religiosos jesuítas, os restantes assalariados. Depois de aportarem na Ilha da Madeira, a 12 de Junho de 1570, para consertar as embarcações, descansar e recolher mantimentos, prosseguiram viagem, na nau Santiago, apenas Inácio de Azevedo com 39 companheiros.

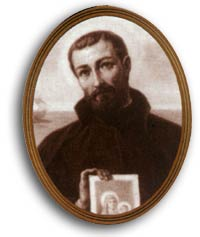
O Beato Inácio de Azevedo.

A pouca distância de Tazacorte (em La Palma, Ilhas Canárias), a 15 de Julho de 1570, foram surpreendidos por um navio francês comandado pelo calvinista Jacques Sourie. Os calvinistas abordaram a nau com enorme alarido, praguejando e ameaçando de morte os missionários.  O Padre Inácio de Azevedo apressou-se, então, a reunir todos os missionários no convés do navio e dirigiu-lhes as palavras de encorajamento: "Irmãos, preparemo-nos todos, porque hoje vamos povoar o Céu. Ponhamo-nos todos em oração e façamos de conta que esta é a última hora que temos de vida". Dos lábios de cada um acabaram por irromper, em alta voz, entregas pessoais à vontade de Deus, enquanto os assaltantes os cobriam de injúrias.
Inácio de Azevedo desaconselhou os seus companheiros a combaterem os inimigos com armas como o capitão português lhes pediu, mas apenas por meio de um quadro com um ícone da Santíssima Virgem Maria, o qual trouxe agarrado em exposição solene junto ao seu peito, e a todos gritou: "Irmãos, defendei a fé de Cristo! Pela fé católica e pela Igreja Romana!". Mesmo depois de ferido na cabeça, o líder da expedição missionária exclamou: "Filhos, não temais, esforçai-vos! Ó meus filhos: que grande mercê é esta de Deus! Ninguém tenha medo, nem fraqueza".

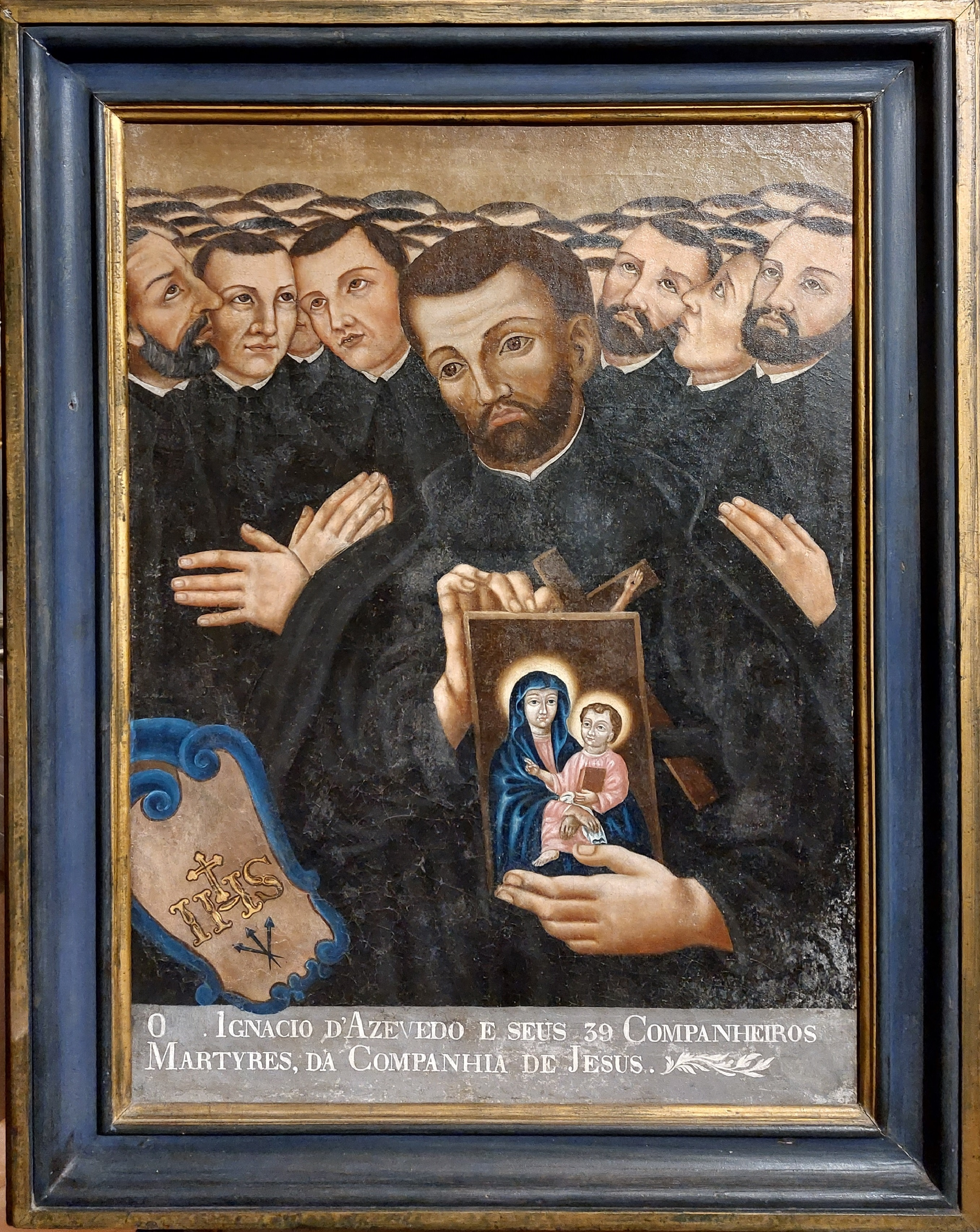
Inácio de Azevedo e seus 39 companheiros, em óleo sobre tela da Escola Portuguesa do séc. XVII, no Museu Pio XII, em Braga

Os missionários foram todos mortos e feridos, excepto o irmão João Sanches a quem os calvinistas guardaram para seu cozinheiro. No entanto, apareceu João Adaucto, sobrinho do capitão da nau, que decidiu vestir o hábito de religioso jesuíta para o tomarem por tal (uma vez que tanto desejava pertencer à Companhia de Jesus) e acabou por ser morto pela fé junto aos restantes mártires. Todos foram lançados ao mar, uns já mortos, outros em agonia e outros ainda vivos.
Em simultâneo com o momento do martírio, Santa Teresa de Ávila, no seu convento carmelita em Espanha, teve uma visão do martírio de Inácio de Azevedo com os seus companheiros e da sua entrada triunfal no Céu recebidos por Nossa Senhora e pelo próprio Jesus.

## Lista dos mártires

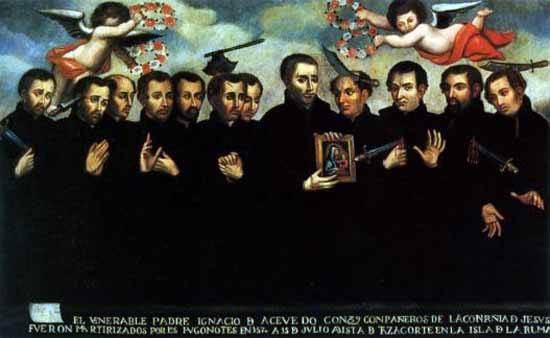
Pintura dos Quarenta Mártires do Brasil (do Museu Diocesano de Arte Sacra da Catedral de Las Palmas).

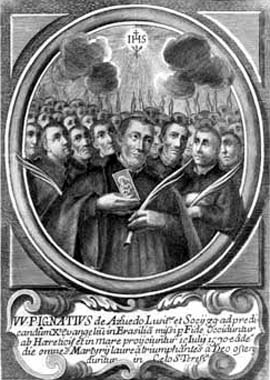
Gravura do século XVIII a retratar os 40 mártires jesuítas do Brasil (hoje Beatos pela Igreja Católica).

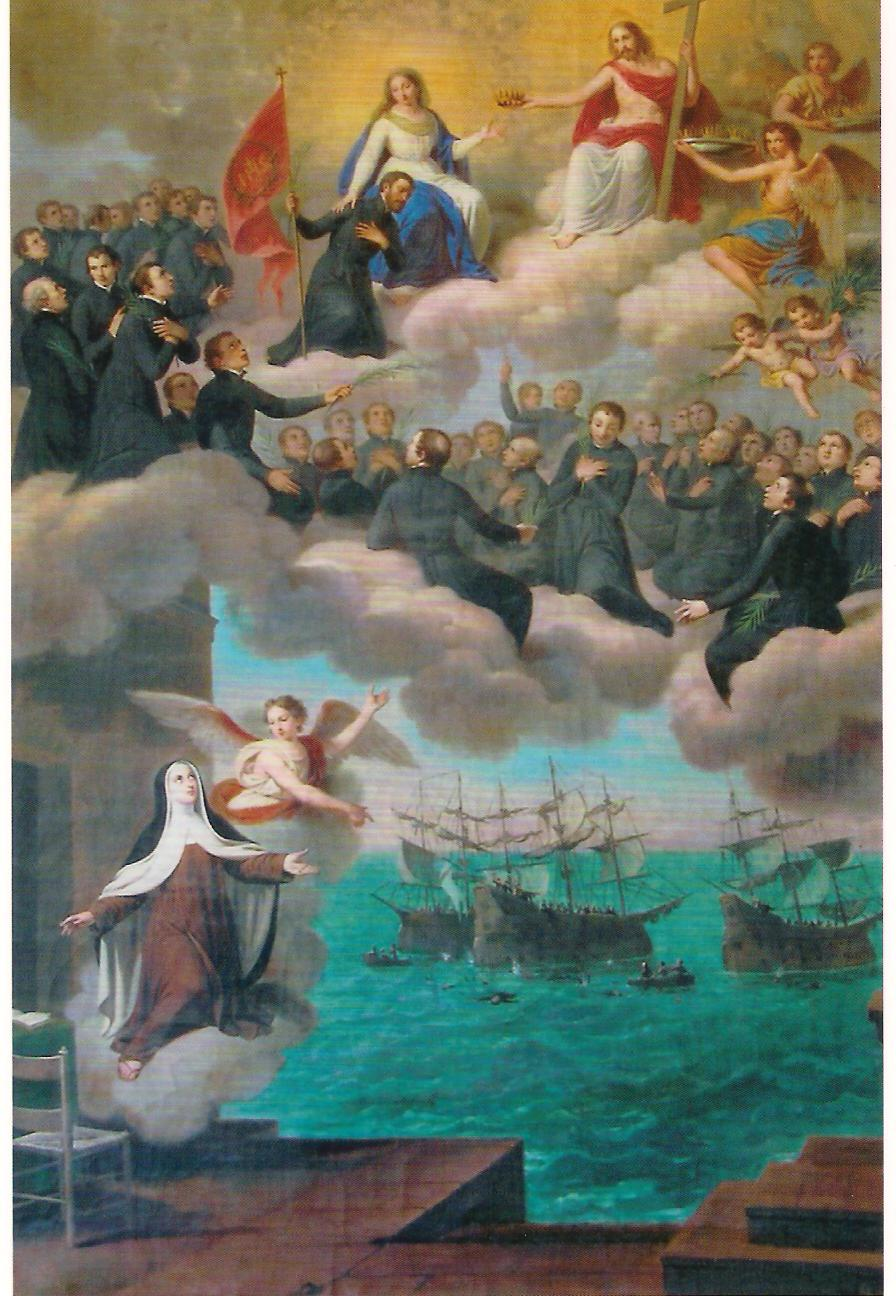
Quarenta Mártires do Brasil: visão mística de Santa Teresa de Ávila.

1. Dom Inácio de Azevedo, padre português e líder da missão (n. Porto, Portugal)
2. Diogo de Andrade, padre (n. Pedrógão Grande, Portugal)
3. Bento de Castro, irmão, estudante (n. Chacim, Macedo de Cavaleiros, Portugal)
4. António Soares, irmão, estudante (n. Trancoso da Beira, Portugal)
5. Manuel Álvares, irmão, coadjutor (n. Estremoz, Portugal)
6. Francisco Álvares, irmão, coadjutor  (n. Covilhã, Portugal)
7. Domingos Fernandes, irmão, estudante (n. Borba, Portugal)
8. João Fernandes, irmão, estudante (n. Braga, Portugal)
9. João Fernandes, irmão, estudante (n. Lisboa, Portugal)
10. António Correia, irmão, estudante (n. Porto, Portugal)
11. Francisco de Magalhães, irmão, estudante (n. Alcácer do Sal, Portugal)
12. Marcos Caldeira, irmão (n. Vila da Feira, Portugal)
13. Amaro Vaz, irmão, coadjutor (n. Benviver, Marco de Canavezes, Portugal)
14. Juan de Mayorga, irmão, coadjutor (n. Saint-Jean-Pied-de-Port, Navarra, hoje França)
15. Alfonso de Baena, irmão, coadjutor (n. Villatobas, Toledo, Espanha)
16. Esteban de Zuraire, irmão, coadjutor (n. Amescoa, Biscaia, Espanha)
17. Juan de San Martín, irmão, estudante  (n. Yuncos, Toledo, Espanha)
18. Juan de Zafra, irmão, coadjutor (n. Jerez de Badajoz, Espanha)
19. Francisco Pérez Godói, irmão, estudante (n.  Torrijos, Toledo, Espanha)
20. Gregório Escribano, irmão, coadjutor (n. Viguera, Logroño, Espanha)
21. Fernán Sanchez, irmão, estudante (n. Castela-a-Velha, Espanha)
22. Gonçalo Henriques, irmão, estudante (n. Porto, Portugal)
23. Álvaro Mendes Borralho, irmão, estudante (N. Elvas, Portugal)
24. Pero Nunes, irmão, estudante (n. Fronteira, Portugal)
25. Manuel Rodrigues, irmão, estudante (n. Alcochete, Portugal)
26. Nicolau Diniz, irmão, estudante (n. Bragança, Portugal)
27. Luís Correia, irmão, estudante (n. Évora, Portugal)
28. Diogo Pires Mimoso, irmão, estudante (n. Nisa, Portugal)
29. Aleixo Delgado, irmão, estudante (n. Elvas, Portugal)
30. Brás Ribeiro, irmão, coadjutor (n. Braga, Portugal)
31. Luís Rodrigues, irmão, estudante (n. Évora, Portugal)
32. André Gonçalves, irmão, estudante (n. Viana do Alentejo, Portugal)
33. Gaspar Álvares, irmão, estudante (n. Porto, Portugal)
34. Manuel Fernandes, irmão, estudante (n. Celorico da Beira, Portugal)
35. Manuel Pacheco, irmão, estudante (n. Ceuta, Portugal, hoje Espanha)
36. Pedro Fontoura, irmão, coadjutor (n. Chaves, Portugal)
37. António Fernandes, irmão, coadjutor (n. Montemor-o-Novo, Portugal)
38. Simão da Costa, irmão, coadjutor (n. Porto, Portugal)
39. Simão Lopes, irmão, estudante (n. Ourém (Portugal), Portugal)
40. João Adaucto, acompanhante (n. Entre Douro e Minho, Portugal)